# Президентские библиотеки США
Президентские библиотеки в США не являются библиотеками в традиционном смысле слова. Скорее, это хранилища документов, записей, коллекций и других исторических материалов, принадлежащих американским президентам, начиная с Герберта Гувера. В настоящее время в стране насчитывается 13 президентских библиотек, которые объединены в Президентскую библиотечную систему и администрируются Национальным управлением архивов и документации. Существуют и другие президентские библиотеки и музеи, но их деятельность осуществляется частными фондами, правительствами штатов или историческими ассоциациями. Как правило, все эти библиотеки расположены в штатах рождения президентов.

## История возникновения
До того как появились подобные библиотеки, президенты или их наследники должны были заботиться о том, куда девать документы, образовавшиеся в период президентства. Так, документы президентов, которые возглавляли страну до Герберта Гувера, частично хранятся в Отделе манускриптов Библиотеки Конгресса США, других библиотеках, частных коллекциях, в исторических обществах. Естественно, многие документы были утеряны или просто уничтожены.
Формально Президентская библиотечная система начала своё существование в 1939 году, когда президент Франклин Делано Рузвельт подарил правительству страны свои личные бумаги и те, которые появились за время его президентства. Вместе с этим он предоставил стране часть своего поместья в Нью-Йорке, где началось строительство библиотеки и музея на деньги фонда, собранные его друзьями и самим Рузвельтом. Он был убежден, что президентские документы являются важным историческим наследием, которое необходимо сохранить и предоставить возможность ознакомиться с ним всем желающим. По его просьбе, Национальное управление архивов и документации взяло на себя всю работу по организации материалов и управлению библиотекой.
В 1950 году его примеру последовал Гарри Трумэн. Он также инициировал работу Конгресса США, результатом которой явился Закон о президентских библиотеках 1955 года, образовавший систему библиотек, которые строятся частными лицами, а управляются государственной организацией. Согласно этому закону, другие президенты должны передавать исторические материалы государству, что гарантирует их сохранность и возможность доступа к ним американским гражданам.

## Список президентских библиотек
- Президентский центр Уоррена Гардинга
- Президентская библиотека-музей Герберта Гувера
- Президентская библиотека-музей Франклина Рузвельта[англ.]
- Президентская библиотека Гарри Трумэна
- Президентская библиотека Дуайта Эйзенхауэра
- Президентская библиотека-музей Джона Ф. Кеннеди
- Президентская библиотека Линдона Джонсона
- Президентская библиотека-музей Ричарда Никсона
- Президентская библиотека Джеральда Форда
- Президентская библиотека Джимми Картера
- Президентская библиотека Рональда Рейгана
- Президентская библиотека Джорджа Герберта Уокера Буша
- Президентская библиотека и музей Уильяма Клинтона
- Президентский центр Джорджа Уокера Буша
- Президентский центр Барака Обамы
- Президентская библиотека Барака Обамы
- Президентская библиотека Дональда Трампа

Также существует библиотека Джефферсона Дэвиса (Президента Конфедеративных Штатов Америки).